# Municipio de Mount Vernon (Misuri)
El municipio de Mount Vernon (en inglés: Mount Vernon Township) es un municipio ubicado en el condado de Lawrence en el estado estadounidense de Misuri. En el año 2010 tenía una población de 7560 habitantes y una densidad poblacional de 35,29 personas por km².

## Geografía
El municipio de Mount Vernon se encuentra ubicado en las coordenadas 37°7′24″N 93°47′47″O / 37.12333, -93.79639. Según la Oficina del Censo de los Estados Unidos, el municipio tiene una superficie total de 214.2 km², de la cual 213.87 km² corresponden a tierra firme y (0.15%) 0.33 km² es agua.

## Demografía
Según el censo de 2010, había 7560 personas residiendo en el municipio de Mount Vernon. La densidad de población era de 35,29 hab./km². De los 7560 habitantes, el municipio de Mount Vernon estaba compuesto por el 95.95% blancos, el 0.3% eran afroamericanos, el 1.14% eran amerindios, el 0.4% eran asiáticos, el 0.04% eran isleños del Pacífico, el 0.58% eran de otras razas y el 1.59% pertenecían a dos o más razas. Del total de la población el 2.05% eran hispanos o latinos de cualquier raza.